# 数码相机

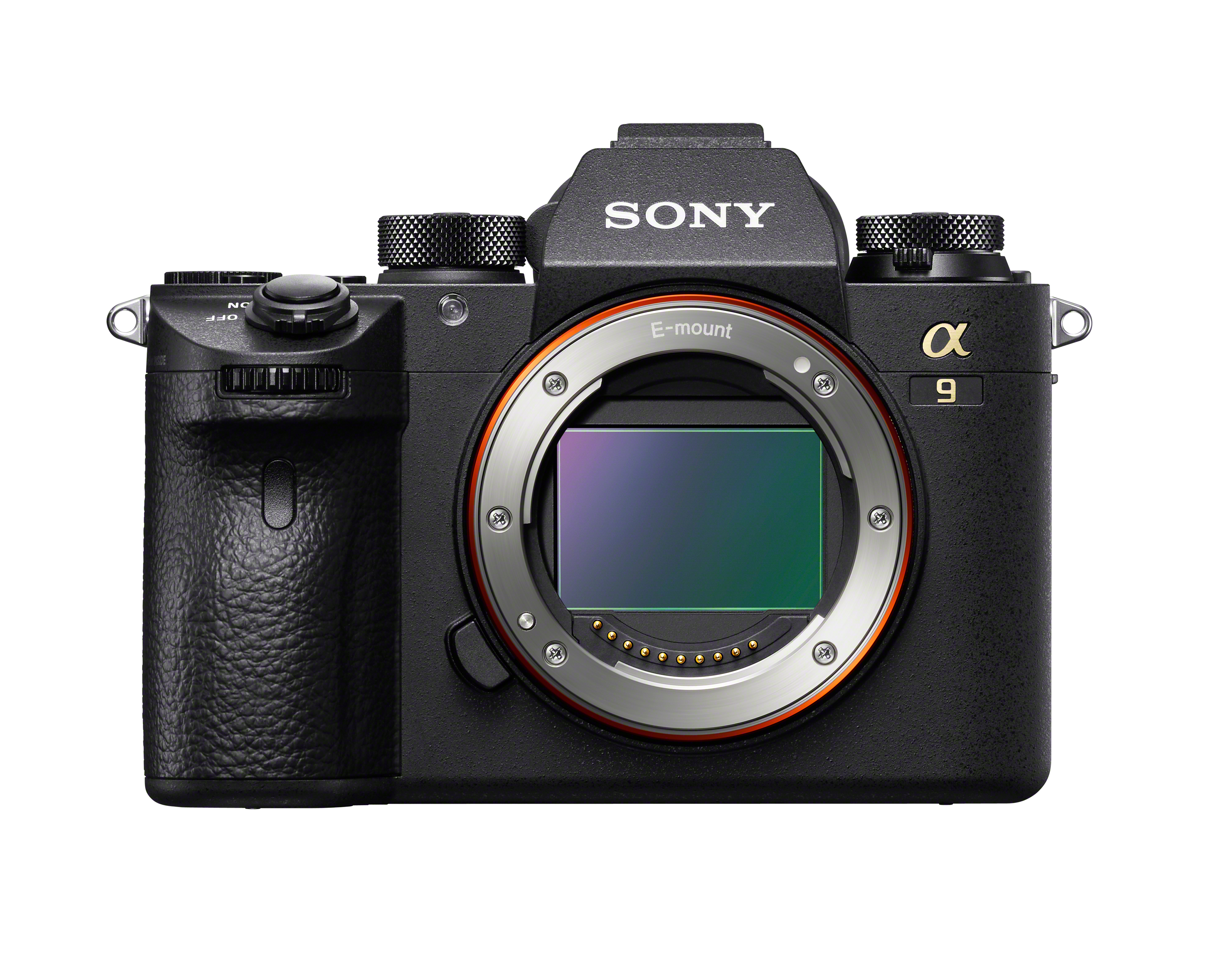
索尼a9

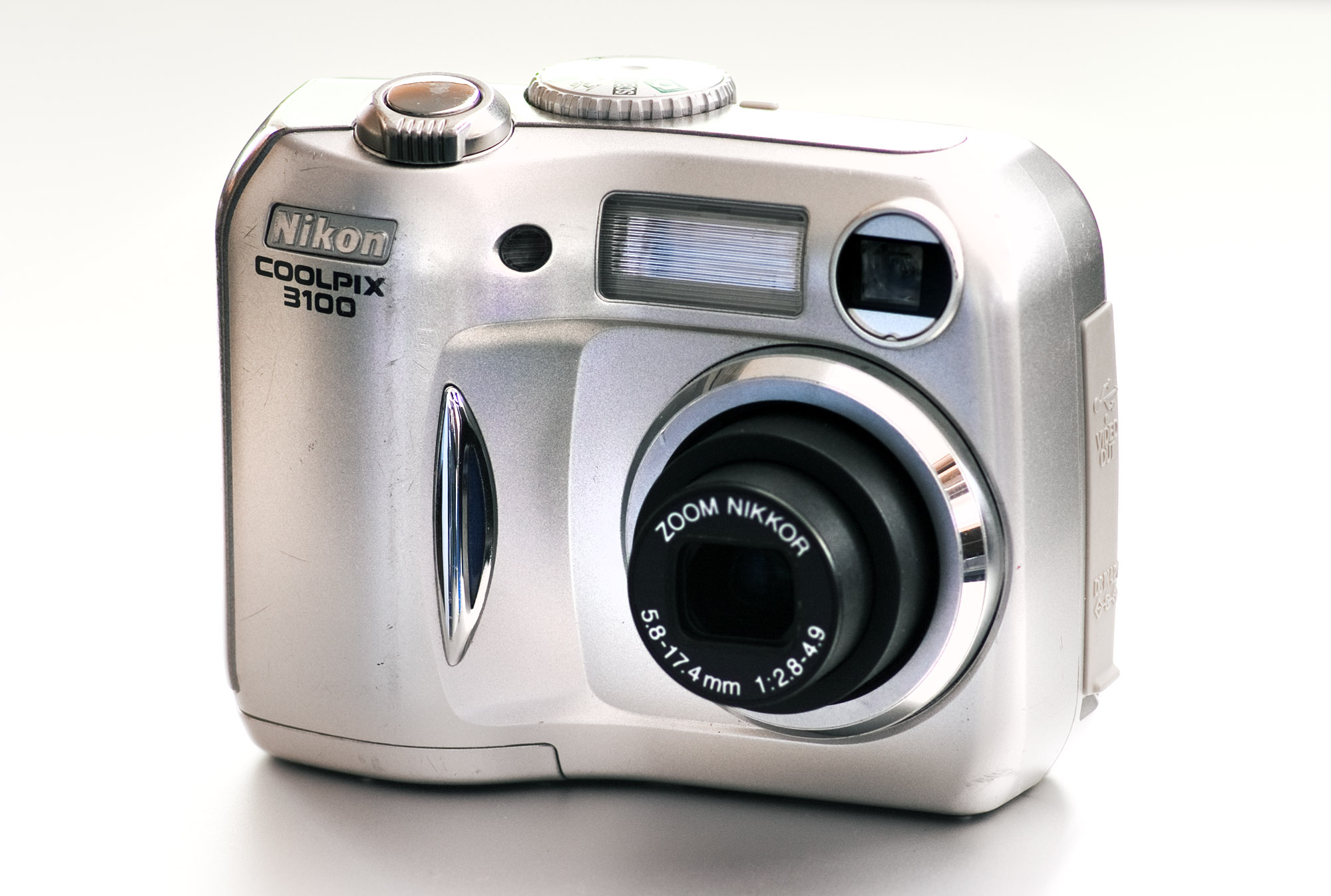
Nikon Coolpix 3100

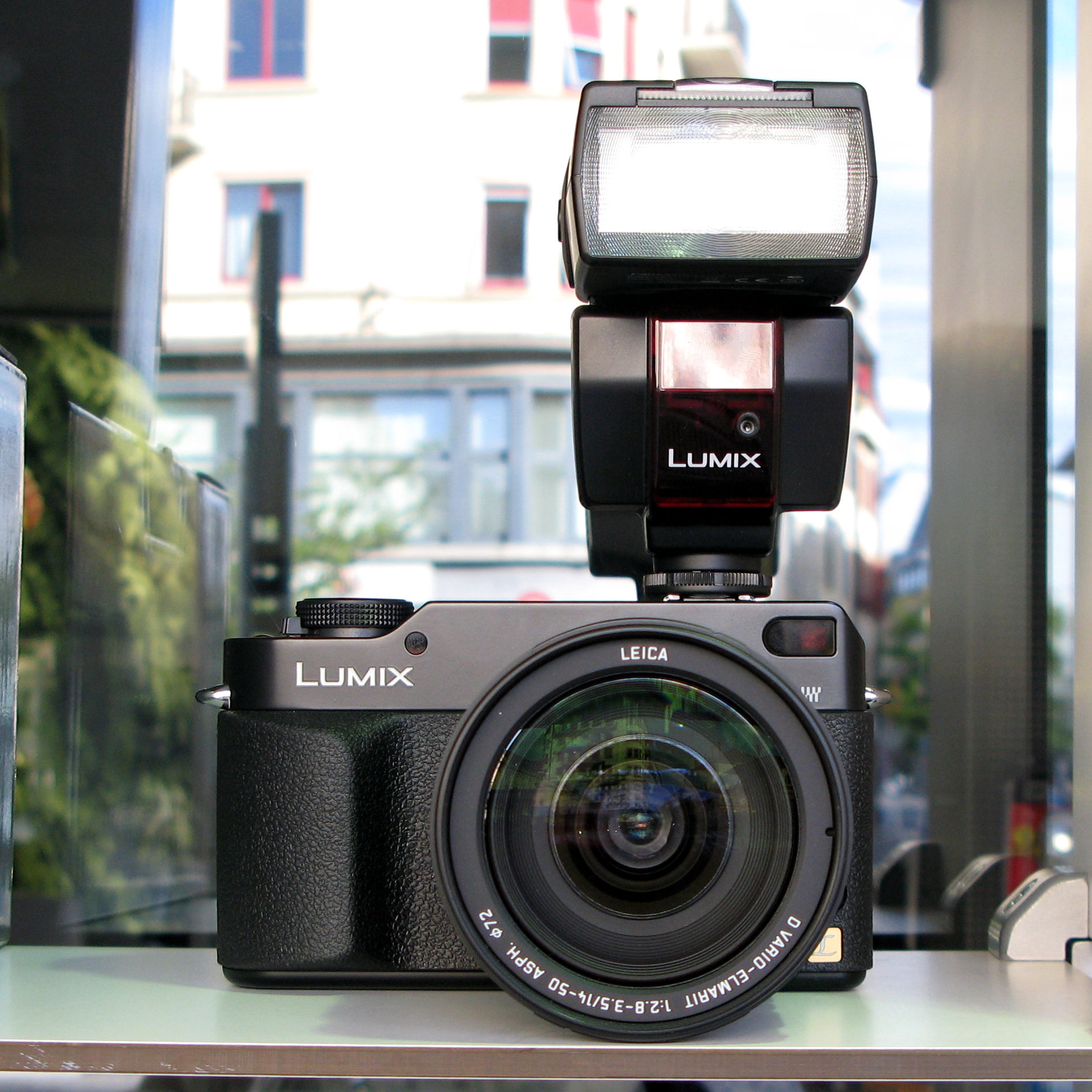
Panasonic Lumix L1

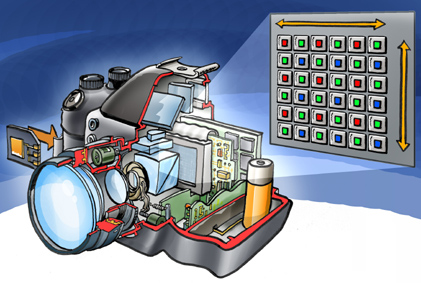
数码单镜反光相机原理

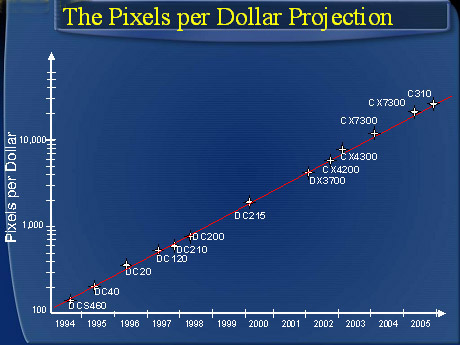
數位相機畫素成長圖

數碼相機（英語：Digital Camera），是一種利用電子感測器把光學影像轉換成電子數據的照相機，有别于傳統照相機通過光線引起底片上的化學變化來記錄圖像。一词原本是英文Digital（数字的）的港式翻译，后来传入大陆，而台灣則使用「數位」。依功能、構造與畫質的不同，目前較常見的數碼照相機可區分為消費型數位相機（俗称傻瓜相机）、單眼數位相機、數碼單鏡反光相機及無反光鏡可換鏡頭相機4種。另也有針對極為專業的特殊需求而設計的數碼中片幅（120片幅）相機。
在數位相機中，光感應式電荷耦合元件或互补式金属氧化物半导体感測器用來取代傳統相機底片的化學感光功能。被捕捉的圖像数据经集成的微处理器通过一定算法编码后，儲存在相機內部數位存儲設備（記憶卡、微型硬盘、軟碟或可重寫光碟）中。随着闪存容量的大幅增加和价格的下降，目前绝大多数数码相机都已采用闪存作为储存方案。
雖然早期電子元件性能不佳，但由于数码相机小巧轻便、即拍即有、使用成本低、相片方便保存、分享与后期编辑等诸多优点，而且畫質進步極快，使其在短时间得到迅速普及。大部分数码相机兼具有录音、摄录动态影像等功能。2009年，全球共售出数码相机（包括带数码相机功能的手机）超过9亿部，而传统相机已近乎在市场上绝迹。目前，越来越多的设备如手机、个人数字助理、个人电脑、终端机及平板电脑等也整合进了数码相机功能。

## 歷史
1975年，柯达应用电子研究中心工程师史蒂芬·沙森开发出了世界上第一台数码相机，这台数码相机以磁带作为存储介质，拥有1万像素。记录一张黑白影像需要23秒。这台“手持式电子照相机”的出现颠覆了摄影的物理本质。但柯達當時認為，數位相機的發展將威脅到公司賴以維生的底片事業，所以停止研發。

## 種類

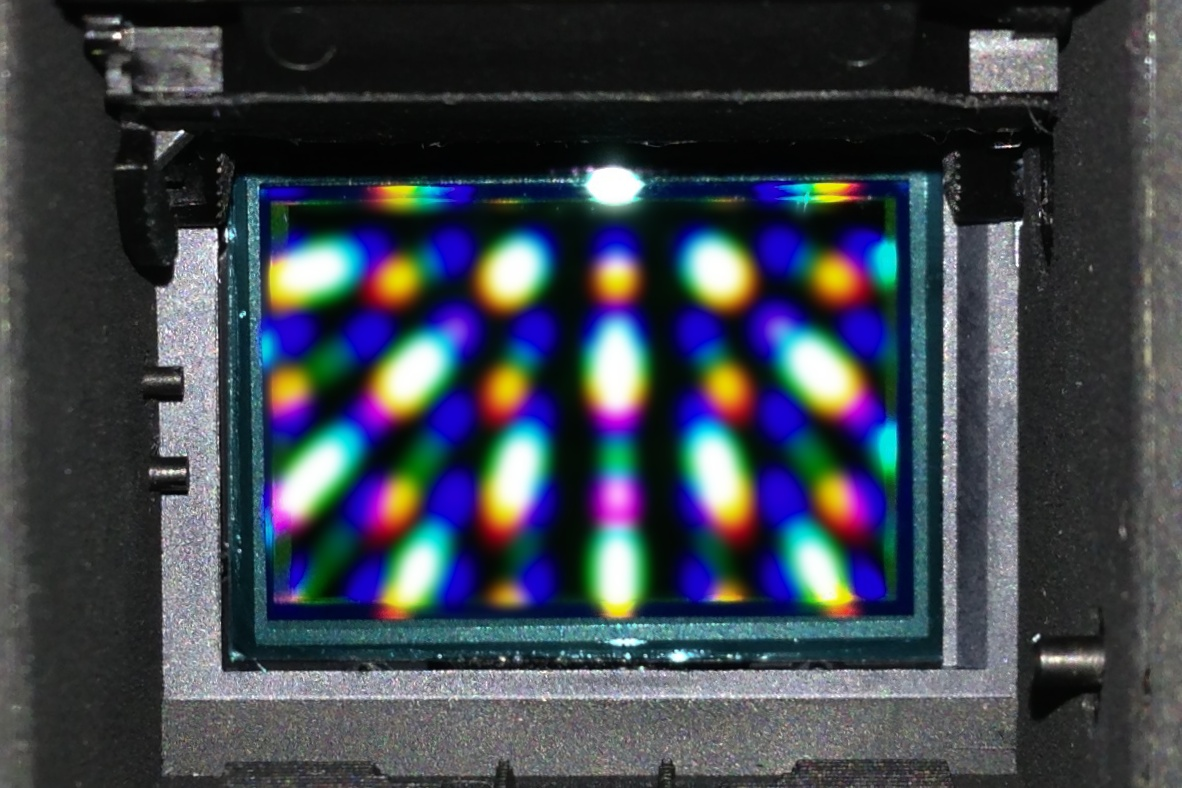
EOS 7D的大面积感应器

- 消費型數位相機〈傻瓜相機〉

特色是小巧輕便，操作簡單，價格較低。選擇內建的拍攝模式後，通常只要簡單的變焦構圖，即可按下快門獲得照片。調整對焦點。由於拍攝參數幾乎全部由相機自動判斷決定，因此在非泛用性場景時使用，操作較其他高階相機來的困難且品質不佳。目前數量在智慧手機出現後即逐漸減少，也正在將自動控制的技術轉移至手機中而被逐步取代。
- 類單眼數位相機

將相機之內部硬體與鏡頭鏡片組優質化，並加入更多的控制按鈕以達到逼近數位單眼相機的拍攝操作性，具備PASM手動調控。由於不能更換鏡頭，因此此類產品以其搭載的高倍率涵蓋多焦段的長焦鏡頭組或大光圈鏡頭組為訴求。
- 數位單眼相機

功能較強，照片畫質較佳，可以更換鏡頭。硬體許可範圍內，能自由調整快門及光圈。支援手動對焦，自動對焦時允許選擇對焦點，切換單拍，連拍等模式。單眼相機由於採用“單眼反射式光學取景器”而得名。但目前除了以靠反光五稜鏡組的光學取景器（OVF）外，還有使用電路傳輸影像的電子取景器（EVF）可供使用。依影像感应器面積，此類相機可分為全片幅（36X24mm），APS-C尺寸（21X14至24X16），四分之一片幅（17．3X13至18．7X14），微型四分之一画幅（指采用高感光力感影器，性能等同于四分之一画幅）的照相机，消费画幅和手机画幅。感应器感光力提升一倍，光圈直径降至1．4分之1，对于焦平面清晰度的提升，等同于感应器面积提升一倍。
- 電子式取景可換鏡頭相機

被稱作微單眼，原本市場定位雖與類單眼類似，但是改成從數位單眼方向來做設計。需要透過將數位單眼的功能濃縮，所以在比較精進的技術的近日才得以逐步實用化，並代換了早期類單眼等的市場，新產品的功能已經高於消費型數位相機與數位單眼相機。影像感影器則與數位單眼相機雷同。
- 中片幅數位相機

中片幅相機為相映單眼相機結構，但使用尺寸更大的感光晶片（比全片幅（36X24mm）更大），而數位化後的產品為中片幅數位相機。此產品除了有可交換鏡頭功能外，還有可抽換的數位機背可供選擇。意指當你見到一台中片幅數位相機時，機身部分可能是集合兩家廠商的產品。目前中片幅數位相機多使用120或是220尺寸格式的感光元件，相對於135格式（使用35mm膠片尺寸）的全片幅數位單眼相機還要大上許多。價格也是非大眾所能承受的，目前多為需要大尺寸商業印刷的專業出版業者所使用。

## 常見品牌
- 尼康
- 索尼
- 佳能
- 徕卡
- 哈苏
- 奥林巴斯
- 松下
- 宾得
- 三星（已退出）

## 特性
數碼攝影方式比傳統膠捲攝影優越的地方包括：
- 比起傳統的照片沖洗後郵寄。數碼相片可以經由網路分享、傳遞，迅速便利。
- 數位相機的大儲存量(256GB或以上)及快速的記憶卡，雖然較底片昂貴，但具有較高容量（64G記憶卡，視設定解析度不同，約可拍1000~10000張照片。至2025年，記憶卡的價格已經很便宜，比較小儲存量的64G記憶卡已經和底片差不多價格），且可重複使用。
- 即拍即得，數碼攝影可以立即透過相機欣賞圖片，不滿意立刻重拍。傳統攝影往往要底片沖洗完成，才會發現相片過曝，曝光不足，或者晃動等失誤。
- 光電轉換芯片能提供多種感光度選擇，調整調整相機設定即可改變感光度。傳統相機根據使用的膠卷而固定感光度。
- 傳統相機膠卷对拍摄对象照度有较高要求，照度低无法使胶片感光。數碼攝影可以记录到极低照度的影像。
- 家庭個人電腦普及，資料儲存方式多元，數位照片可輕易備份於可重寫光碟，硬碟，甚至網路伺服器上。藉由多重備份，減少遺失風險。而數碼照片也不會因為年代久遠而泛黃。
- 照片輸入電腦，加以備份後，可用編輯軟體後製，進行旋轉、裁切、調整對比等，若不滿意，還可由備份還原，重新後製。傳統底片則需要暗房技術才能後製，且後製失敗，底片無法復原。
- 透過電腦顯示器觀賞照片，遠比傳統一般相紙大上許多。
- 噴墨印表機技術的進步和普及，使用者在家即可列印出媲美傳統沖洗的相片。
- 數碼攝影大多數可以拍視頻和高速連拍,甚至可以儲存按快門之前的數十個影像

數碼攝影方式比傳統膠捲攝影缺陷的地方包括：
- 隨著廠商陸續推出千萬以上像素數碼相機，和傳統的35mm膠卷照相機相比，數碼照相機的影像品質各有勝負，除非是在輸出大幅面作品的時候，才能查覺數碼像機的缺點。不過由於底片仍有一些優勢（主要在於色彩表現）是數碼相機無法完全趕上的、底片的畫質也有一種不同於數碼相機的特性；因此仍有一些專業的攝影工作者以及底片愛好者堅持保留膠卷照相機，一些人甚至表示，底片的一些優點是門外漢也能感受到的。
- 數碼相機使用的影像感應器，雖然擁有比底片更高的感光度，可是受先天設計所限，在長時間曝光及高感光設定下，影像會出現不自然的顏色噪點。
- 相對於底片攝影不利於低光環境的曝光不足，數碼相機一般都存在過曝拍照時畫面出現一片死白甚至細節嚴重流失的問題，而這個問題在電腦編輯也無法修正；相反底片在一些過曝情況下依然可以保留被攝物的細節。
- 攝影進入數碼化後，最明顯的問題是當面對一些光源複雜的環境，如煙火表演及燈飾、音樂節等，受感光元件先天設計所限，極容易出現測光錯誤的問題。另外，在面對這些環境，若對著暗部對焦，那麼畫面中受光的部份就會曝光過度；相反若對焦於亮部，暗位就會喪失細節，解決辦法就是使用黑咭或是使用D-lighting功能，相對地，底片面對這個問題相對輕微。
- 高度電子化的數碼相機，引入諸多的功能，如實時拍攝、攝錄短片、無線電聯輸照片、全球定位功能等，過多新穎功能導致相機容易過熱；相機的先天設計也比較難以裝上散熱器；然而最先進的底片相機，機身上的電子元件主要是附助功能，主要部件仍是以機械運作。
- 現今相機生產商都傾向於生產高像素的機款，如索尼的A7R系列、尼康D800系列等。超高像素可以在列印大型印刷品時有著優勢，可是過高像素令一些舊款式鏡頭無法提供相應的解像力，令畫質大打折扣，同時也突顯出其他嚴重問題，如四角失光、高對比環境下的色散問題，與及放大效果導致輕微的手震問題明顯化，這是像素過密衍生出的問題。一些專家指出，全片幅相機的像素大約在1200萬像素即可獲得有如菲林效果，可是早年相機生產商宣傳「高像素等同高畫質」下，此觀念已經無法逆轉，而解決問題的方法就是加快推出更新版鏡頭的頻率、加入機身內置防震系統等，這亦變相鼓勵用家放棄手上的舊鏡頭。

由於來自像尼康和佳能等製造商最新的數碼單眼相機的影像品質已經進一步得到提高，同時這些數位產品擁有更短的後期處理時間與更少的耗材需求（省卻攜帶與購買大批底片膠捲的必要性），這對於非常注重作品時效性的攝影記者而言是非常大的誘惑。通常以數碼單鏡反光相機的光學質量，超過千萬像素以上電荷耦合元件的圖像，已能符合報紙或雜誌需要。新聞從業人員也不需要親自送底片或沖洗好的照片回公司，只需用網路傳遞即可。因此目前數碼單眼相機已取代了大過多數媒體出版業所使用的傳統相機。加之目前的出版業已幾乎改用電子排版甚至電子製版等後期製作方式，而傳統相機所拍出的膠捲底片尚需進一步先沖洗成像，再以掃瞄器處理，才能獲取可用的影像文件，等於比數碼照相機多了兩道額外的工序，數位照相機的這一優勢加速了其普及過程。
多數消費型數碼相機輸出的影像寬高比是4:3，符合傳統電腦螢幕的寬高比例，但是數碼單眼相機則採用了類似35mm銀鹽底片的傳統格式，寬高比為3:2，只有日本奧林巴斯及松下兩家公司採用的4/3系統數碼單眼相機，以及後來的Micro 4/3系統數位相機，輸出的影像是4:3寬高比。2005年，尼康推出了第一款符合WiFi標準的消費級數碼相機尼康Coolpix P1。

## 資料儲存格式
在消費數碼相機市場上使用了多種不同的儲存格式：
- Compact Flash
- SmartMedia（SM卡）
- 多媒體記憶卡
- SD卡
- Secure Digital High Capacity（SDHC卡）
- 記憶卡
- xD圖像卡

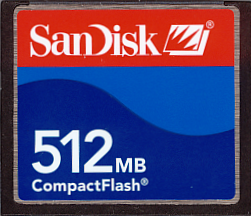
CompactFlash（CF-I）
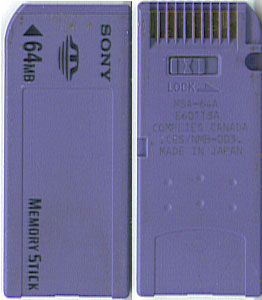
Memory Stick
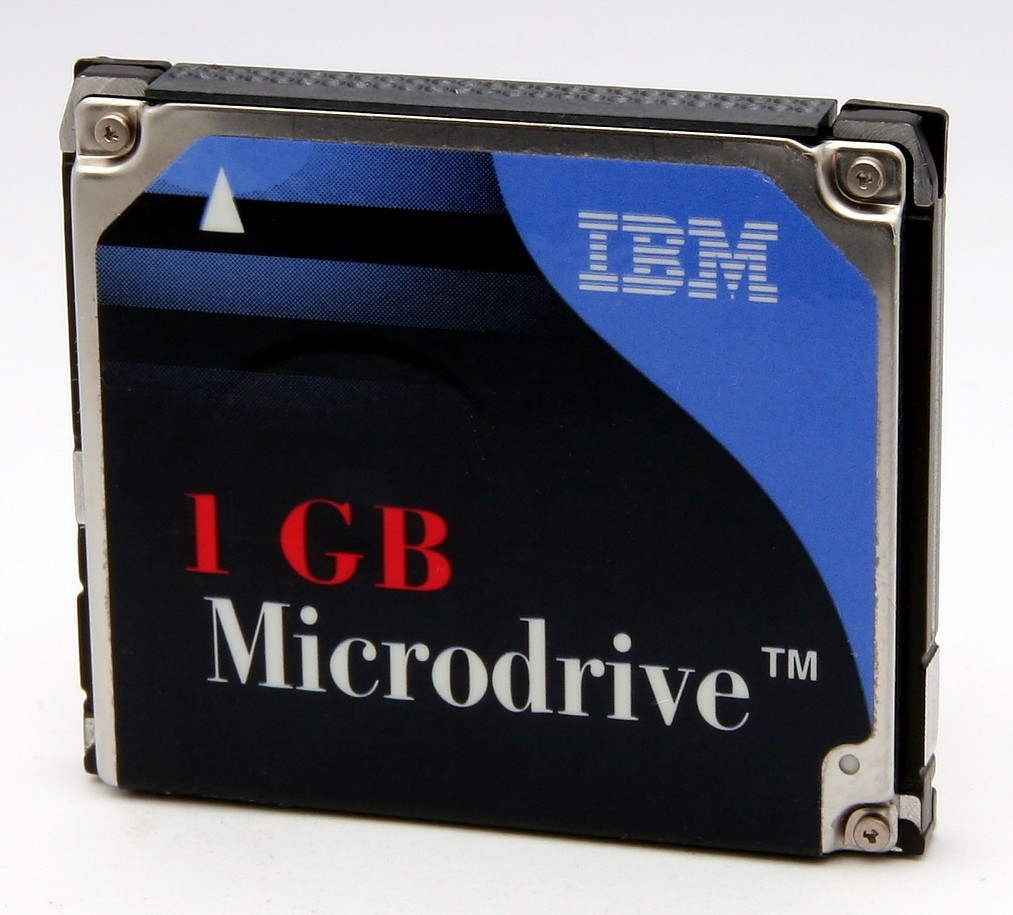
Microdrive（CF-II）
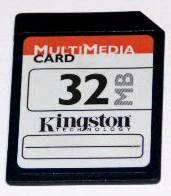
MultiMediaCard（MMC）
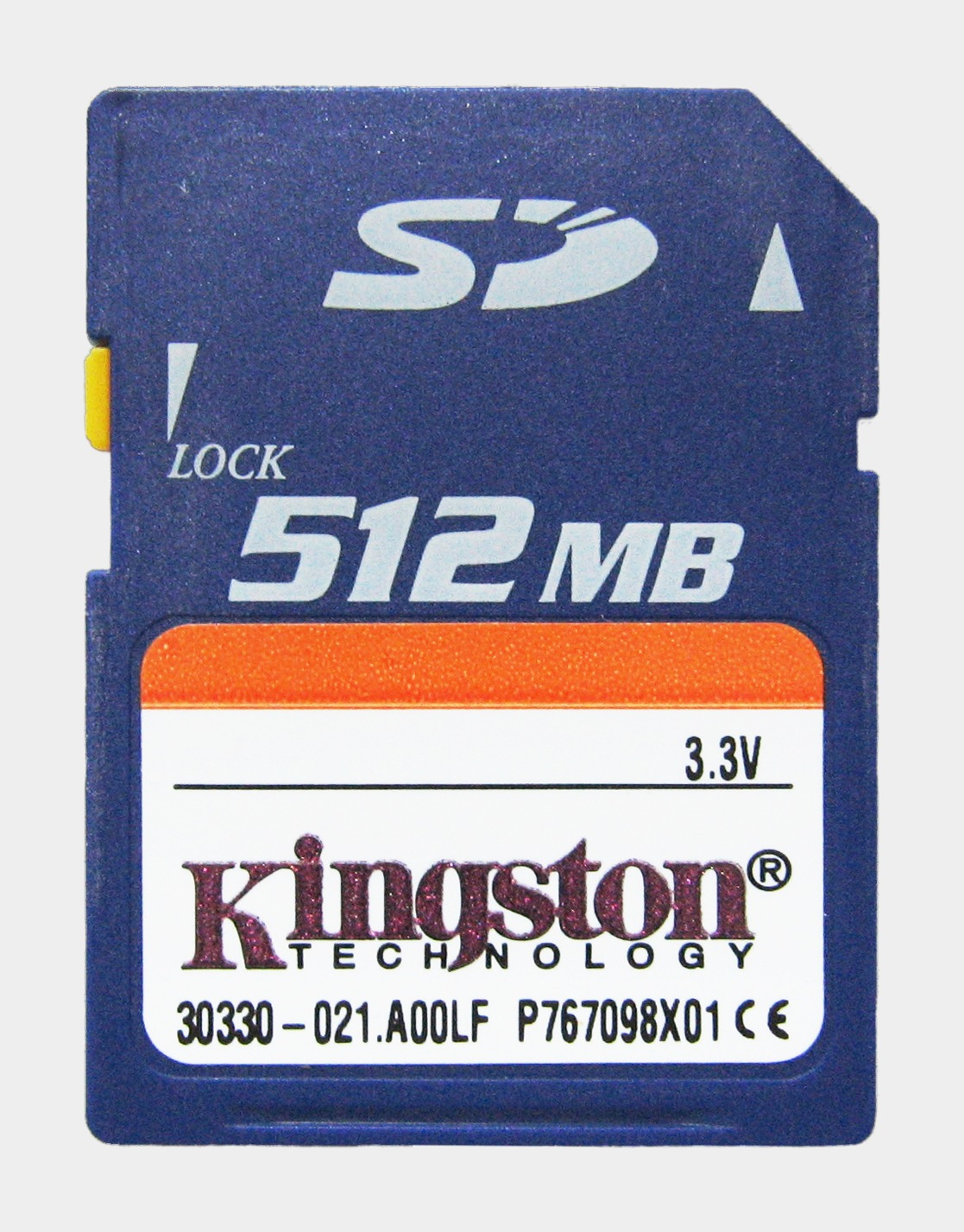
Secure Digital card（SD）
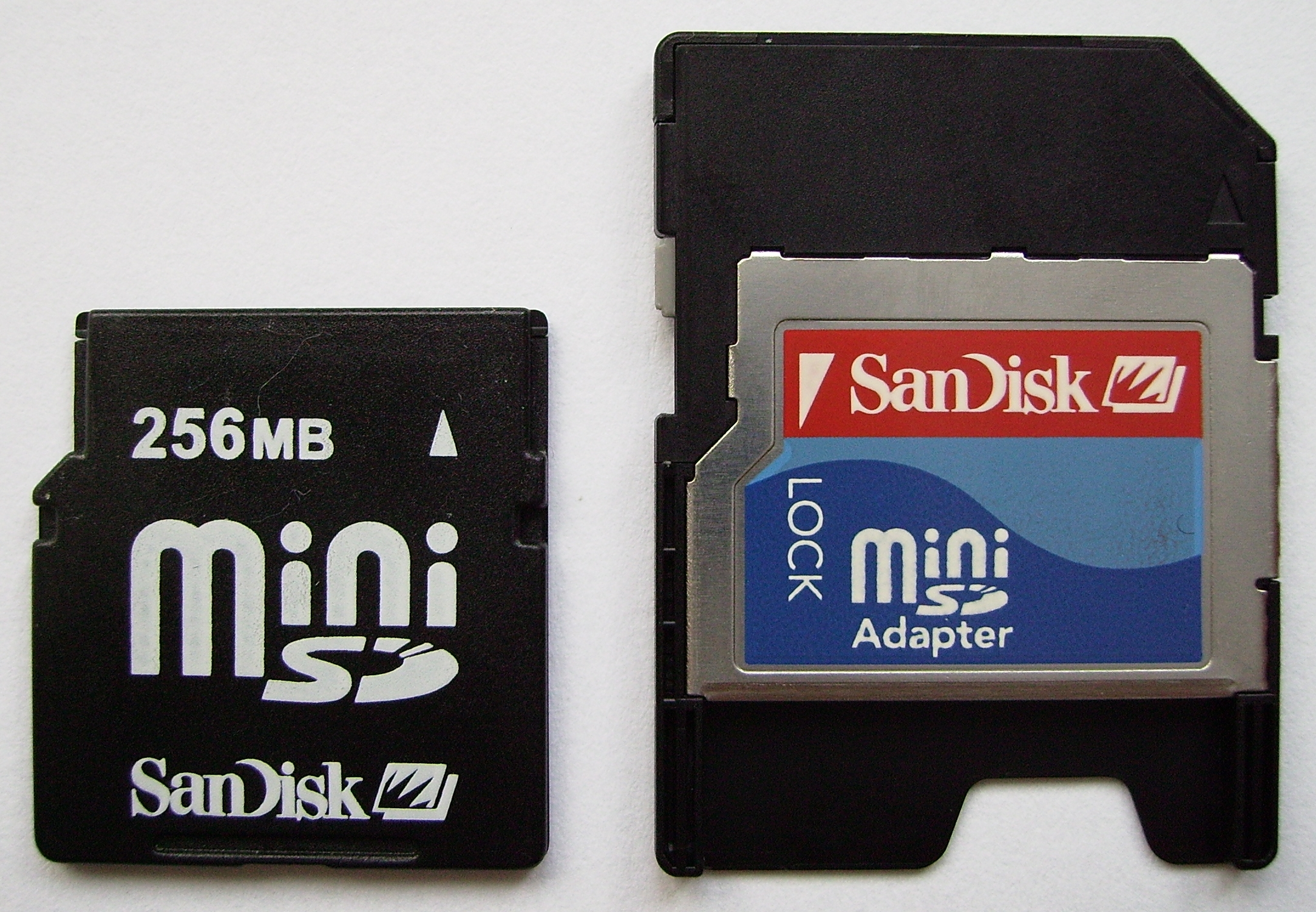
MiniSD
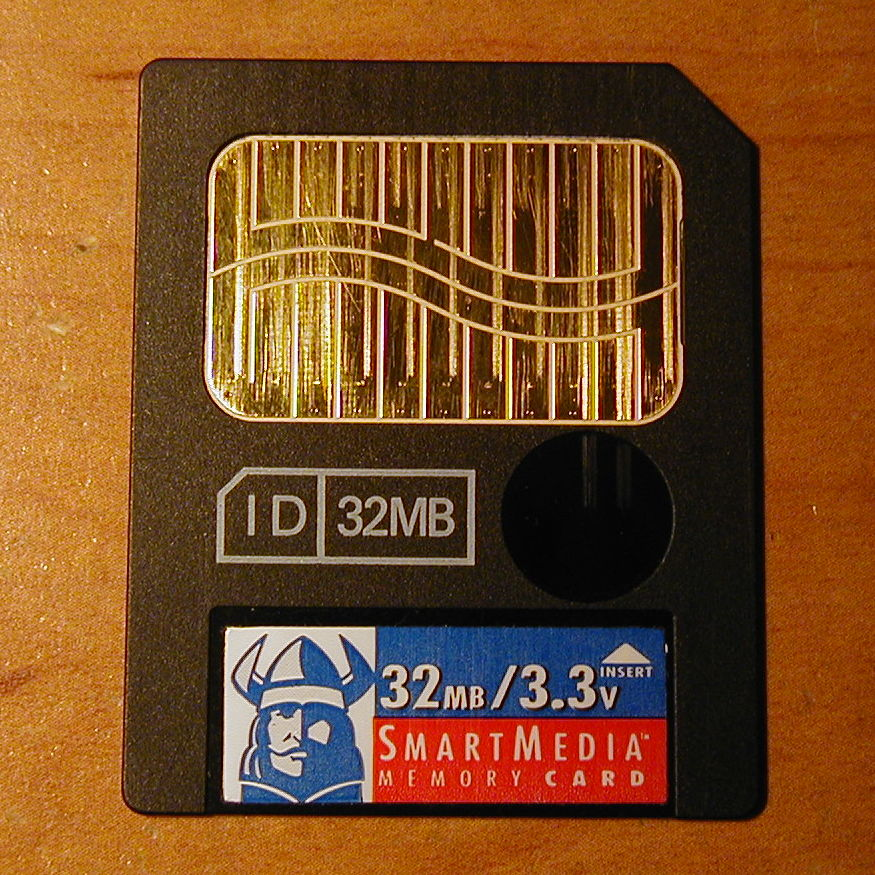
SmartMedia
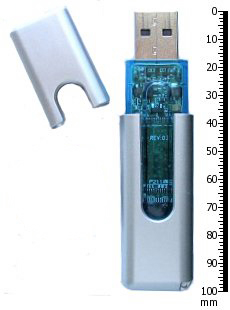
USB隨身碟
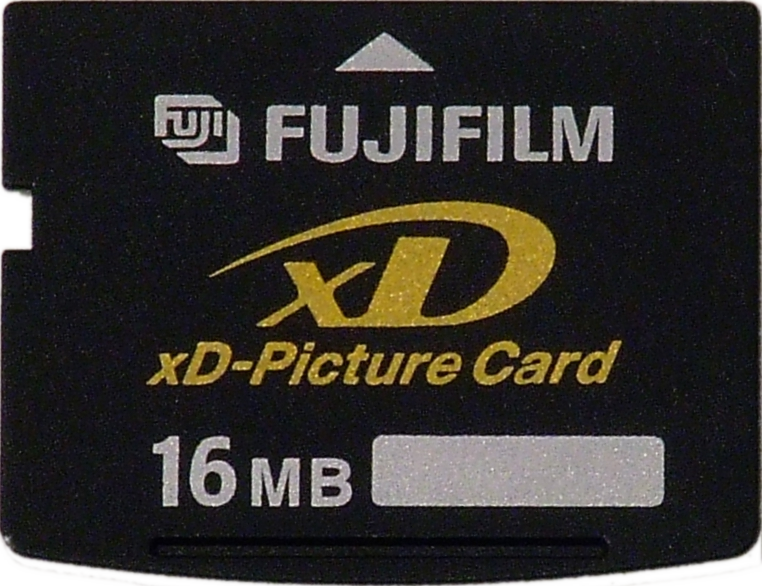
XD影像卡（xD）
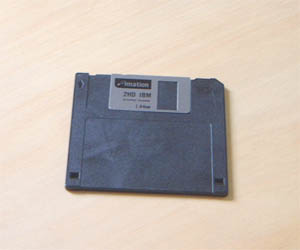
3.5"軟碟片
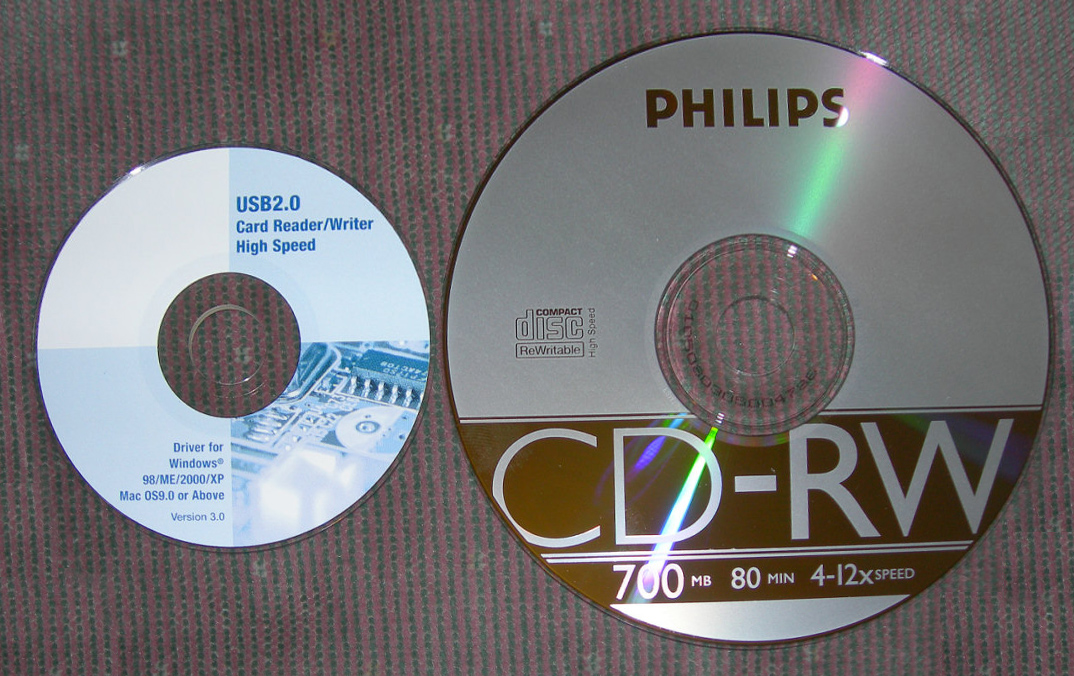
Mini CD（左）
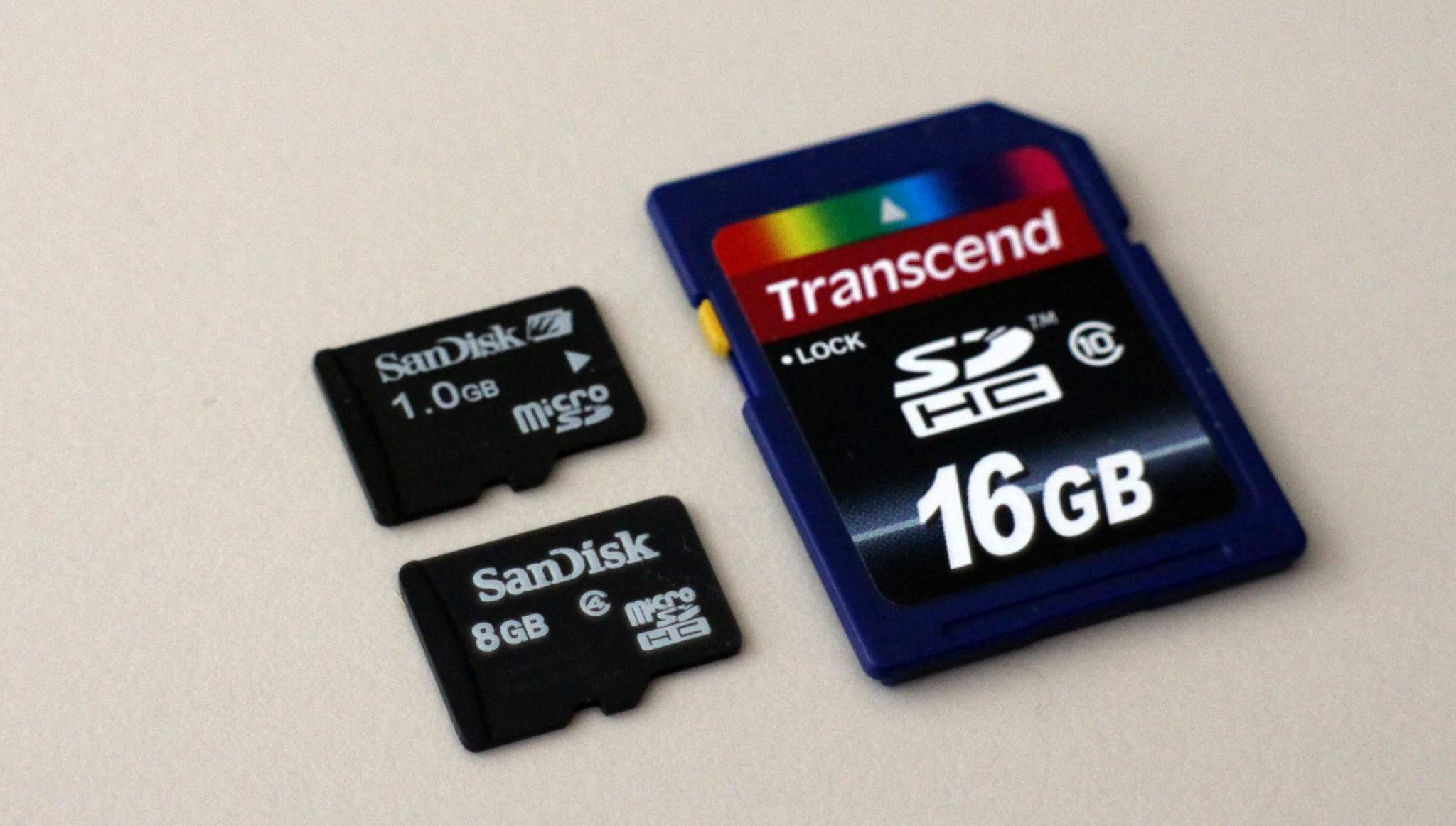
MicroSD與SDHC記憶卡

## 外部連結
- 數碼歷史 （页面存档备份，存于）